# Yanou
Yann "Yanou" Pfeifer är en diskjockey och musikproducent från Tyskland, som främst gör trancemusik. Han fick sitt internationella genombrott 2001 då han gjorde en dansversion av Bryan Adams-låten Heaven tillsammans med DJ Sammy och Do. Sedan dess har han arbetat med ett flertal mindre projekt samt producerat popmusik. Sedan 2004 är han en av medlemmarna i dansgruppen Cascada tillsammans med DJ Manian och Natalie Horler.